# Viktor Radev
Viktor Radev (en bulgare : Виктор Бонев Радев), né le 19 novembre 1936, à Maritsa, en Bulgarie et décédé le 31 août 2014, est un ancien joueur bulgare de basket-ball. 

## Palmarès
- Finaliste du championnat d'Europe 1957
- 3e du championnat d'Europe 1961